# قوات شرق القناة (مصر)
قوات شرق القناة أو القيادة الموحدة لمنطقة شرق القناة لمكافحة الإرهاب أو قوات شرق القناة لمكافحة الإرهاب بالقوات المسلحة المصرية والتي يقع في نطاقها قيادة الجيش الثاني الميداني وقيادة الجيش الثالث الميداني. صدر قرار إنشاء القوات في يناير 2015 وتم تعيين الفريق / أسامة عسكر كأول قائد لها، وذلك بهدف مكافحة الإرهاب في سيناء، وتوحيد القيادة والتنسيق بين الجيشين الثاني والثالث.
في فبراير 2018 تم افتتاح مقر قيادة قوات شرق القناة لمكافحة الإرهاب بسيناء، والتي تأتى في إطار منظومة التطوير والتحديث الشامل للقدرات التنظيمية والقتالية بالقوات المسلحة.

## المهام
تتمثل مهام القوات في مهمتين، الأولى هي مكافحة الإرهاب وذلك من خلال المراجعة والإشراف والسيطرة على أعمال قتال قوات إنفاذ القانون، وهي قوات الجيش الثاني الميداني في شمال سيناء وقوات الجيش الثالث في وسط وجنوب سيناء.
والثانية هي المشاركة في تحقيق التنمية الشاملة في شمال ووسط وجنوب سيناء، والعمل إلى جانب كافة الجهات من أجل توفير حياة كريمة للمواطنين في سيناء.

## القادة
- لواء أركان حرب / هشام شندي.[9]
- لواء أركان حرب / شريف العرايشي.[10]
- لواء أركان حرب / عاصم عاشور.[11]
- لواء أركان حرب / نبيل حسب الله.[12][13]
- لواء أركان حرب / خالد بيومي العربي.[7]
- لواء أركان حرب / محمد رأفت الدش.[14]
- لواء أركان حرب / محمد المصري.[15][16]
- لواء أركان حرب / محمد عبد اللاه.[17][18]
- فريق / أسامة عسكر (فبراير 2015 - ديسمبر 2016).[19]